# Municipio de Dudley (Indiana)
El municipio de Dudley (en inglés: Dudley Township) es un municipio ubicado en el condado de Henry en el estado estadounidense de Indiana. En el año 2010 tenía una población de 1041 habitantes y una densidad poblacional de 13,02 personas por km².

## Geografía
El municipio de Dudley se encuentra ubicado en las coordenadas 39°49′50″N 85°16′15″O / 39.83056, -85.27083. Según la Oficina del Censo de los Estados Unidos, el municipio tiene una superficie total de 79.98 km², de la cual 79,8 km² corresponden a tierra firme y (0,23 %) 0,18 km² es agua.

## Demografía
Según el censo de 2010, había 1041 personas residiendo en el municipio de Dudley. La densidad de población era de 13,02 hab./km². De los 1041 habitantes, el municipio de Dudley estaba compuesto por el 98,37 % blancos, el 0,1 % eran afroamericanos, el 0,19 % eran asiáticos, el 0,48 % eran de otras razas y el 0,86 % eran de una mezcla de razas. Del total de la población el 1,06 % eran hispanos o latinos de cualquier raza.